# TOWN AGE
『TOWN AGE』（タウンエイジ）は、相対性理論が2013年7月24日にみらいレコーズから発売する、4枚目のスタジオアルバムである。前作シンクロニシティーンからメンバー体制が変更となってから初の作品となる。本作は当初、同年7月10日に発売が予定されていたが「最高の作品を最高の状態でお届けする為」といった理由で7月24日に発売が延期された。収録曲の「ほうき星」は以前からライブで披露されており、今回が初の音源化となる。購入特典としてタワーレコードやHMVなど店舗別に年数が異なる「未来のカレンダー」がプレゼントされる。また、同年4月10日に発売されたやくしまるえつこのスタジオライブアルバム「RADIO ONSEN EUTOPIA」との連動企画の特典も予定されている。

## プロモーション
2013年7月16日、20:00から22:00までの間、東京・TOLOT / heuristic SHINONOMEにて無料先行試聴イベントが開催される。

### ライブ
アルバム発売4日後の7月28日にロックフェス「FUJI ROCK FESTIVAL '13」に初出演が予定されている。

### シングル
2013年7月10日、「BATACO」がiTunes Storeにて限定先行配信された。

## 収録曲
| #         | タイトル                                                                        | 作詞               | 作曲                        | 時間  |
| --------- | ------------------------------------------------------------------------------- | ------------------ | --------------------------- | ----- |
| 1.        | 「上海an」(編曲:やくしまるえつこ/永井聖一/山口元輝/Itoken/吉田匡)               | ティカ・α          | ティカ・α                   | 2:40  |
| 2.        | 「BATACO」(編曲:やくしまるえつこ/永井聖一/山口元輝/Itoken/吉田匡)               | ティカ・α          | 永井聖一                    | 4:04  |
| 3.        | 「YOU & IDOL」(編曲:やくしまるえつこ/永井聖一/山口元輝/Itoken/吉田匡)           | ティカ・α          | ティカ・α                   | 3:45  |
| 4.        | 「キッズ・ノーリターン」(編曲:やくしまるえつこ/永井聖一/山口元輝/Itoken/吉田匡) | ティカ・α          | ティカ・α/永井聖一/山口元輝 | 4:17  |
| 5.        | 「辰巳探偵」(編曲:やくしまるえつこ/永井聖一/山口元輝/Itoken/吉田匡)             | ティカ・α          | ティカ・α/山口元輝          | 3:40  |
| 6.        | 「救心」(編曲:やくしまるえつこ/永井聖一/山口元輝/Itoken/吉田匡)                 | ティカ・α          | ティカ・α/永井聖一          | 4:21  |
| 7.        | 「ジョンＱ」(編曲:やくしまるえつこ/永井聖一/山口元輝/Itoken/吉田匡)             | ティカ・α          | ティカ・α                   | 3:07  |
| 8.        | 「ほうき星」(編曲:やくしまるえつこ/永井聖一/山口元輝/Itoken/吉田匡)             | 永井聖一/ティカ・α | 永井聖一                    | 4:15  |
| 9.        | 「帝都モダン」(編曲:やくしまるえつこ/永井聖一/山口元輝/Itoken/吉田匡)           | ティカ・α          | 永井聖一                    | 3:16  |
| 10.       | 「たまたまニュータウン」(編曲:やくしまるえつこ/永井聖一/山口元輝/Itoken/吉田匡) | ティカ・α          | ティカ・α                   | 3:29  |
| 合計時間: | 合計時間:                                                                       | 合計時間:          | 合計時間:                   | 37:22 |

## 演奏
- やくしまるえつこ：Vocal, Chorus, dimtakt, Recorder, Keyboards
- 永井聖一：Electric Guitar, Acoustic Guitar
- 吉田匡：Electric Bass, Acoustic Bass, Recorder
- 山口元輝
  - Drums (#2-8)
  - Percussion, Programming
- Itoken
  - Keyboards, Percussion, Programming, Recorder
  - Drums (#1.9)
- 米津裕二郎：Violin (#4)